# Перспирация
Перспирация (от лат. per – «через», spiratio — «дыхание») — это физиологический процесс, который заключается в непрерывной и незаметной потере небольшого количества воды с кожи, слизистых оболочек и дыхательных путей.
У животных и человека — это обмен кислорода и углекислого газа через кожу.
У очень маленьких животных и у животных с относительно большой площадью поверхности или с низкой интенсивностью метаболизма, это единственный способ газообмена с окружающей средой.
Физически перспирация основана на диффузии.
Перспирация происходит почти с постоянной скоростью и отражает испарительные потери из эпителиальных клеток кожи.